# Бондаренко, Александр Павлович
Алекса́ндр Па́влович Бондаре́нко (10 июня 1922, Актюбинск — 11 ноября 2010, Москва) — советский и российский дипломат. Чрезвычайный и полномочный посол.

## Биография
Окончил Московский государственный институт международных отношений. С 1949 года работал в центральном аппарате Министерства иностранных дел СССР и советских представительствах за рубежом.
В 1950—1955 годах — сотрудник советской Контрольной комиссии и аппарата Верховного комиссара СССР в Германии.
В 1961—1967 годах — на ответственной работе в центральном аппарате МИД СССР.
В 1967—1971 годах — советник-посланник посольства СССР в ФРГ.
В 1971—1990 годах — заведующий III Европейским отделом, член Коллегии МИД СССР.
В 1990—1999 годах — посол по особым поручениям МИД СССР/России.

## Награды и звания
Награждён орденами Трудового Красного Знамени (трижды), Дружбы народов, Отечественной войны I степени, многочисленными медалями, а также иностранными государственными наградами.
Заслуженный работник дипломатической службы Российской Федерации (2000).